# Облога Фелліна (1560)
Облога Фелліна 1560 — облога і взяття московським військом фортеці Феллін (нині місто Вільянді в Естонії), в той час однієї з найсильніших фортець Лівонії.
Після того, як московські війська у 1558—1559 роках зайняли всю східну та південно-східну Лівонію, орден перебував у стані розкладання. Частина членів ордену емігрувала до Німеччини, частина почала шукати місця при дворі прусського герцога. Фортецею Феллін, в якій оборонялися найбільш стійкі лицарі, а також найманці, командував колишній магістр ордена Йоганн Вільгельм фон Фюрстенберг. Дізнавшись, що після розгрому лівонської кінноти в битві при Ермесі Феллін стане головною метою московського наступу, Фюрстенберг хотів перевезти артилерію (великі картауни, закуплені в Любеку) та майно ордену у фортецю Гапсаль на морському березі, проте не встиг. Загін князя Курбського на човнах спустився річкою Ембах, висадився за дві милі від Фелліна і перерізав його водні комунікації.
Облога Фелліна військом великого воєводи Івана Мстиславського тривала близько трьох тижнів і супроводжувалася інтенсивним артилерійським обстрілом запальними ядрами. Протягом облоги окремі московські загони здійснили рейди під Венден та Ригу. У 1560 році, у свято Успіння Пресвятої Богородиці, преподобний Корнилій Псково-Печерський (1501—1570) послав на благословення московським військам, які брали в облогу місто Феллін, просфору і святу воду. Того ж дня німці здали місто. Після руйнування міського муру, 21 серпня 1560 року наймані кнехти всупереч умовлянням Фюрстенберга здали місто московським воєводам. Сам він потрапив у полон і став найбільшим посадовцем Лівонії, який опинився в руках московитів.
Після взяття Фелліна московське військо рушило під Вейсенштейн (Пайде), але не змогло взяти його в результаті 6-тижневої облоги. Тим часом міста північної Естляндії, в тому числі Ревель, присягнули на вірність шведському королю Еріку XIV.